# Tarski-Endlichkeit
Der Begriff der Tarski-Endlichkeit ist ein Begriff der Mengenlehre. Er geht auf Alfred Tarski und dessen Arbeit Sur les ensembles finis des Jahres 1924 zurück. Mit dem Begriff der Tarski-Endlichkeit ist es möglich, das Konzept der endlichen Menge zu fassen, ohne auf die natürlichen Zahlen zurückzugreifen.

## Definition
Eine Menge {\displaystyle M} ist endlich im Sinne von Tarski oder (kurz) Tarski-endlich (engl. Tarski-finite), wenn sie der folgenden Bedingung genügt:
Jedes nicht leere Teilmengensystem {\displaystyle {\mathcal {T}}\subseteq {\mathcal {P}}(M)} enthält ein {\displaystyle T\in {\mathcal {T}}} mit der Eigenschaft, dass für keine echte Teilmenge {\displaystyle S\subsetneqq T} die Elementrelation {\displaystyle S\in {\mathcal {T}}} erfüllt ist.
Anders gesagt bedeutet dies:
Eine Menge ist genau dann Tarski-endlich, wenn jedes aus Teilmengen dieser Menge gebildete nicht leere Teilmengensystem {\displaystyle {\mathcal {T}}} ein (bezüglich der Teilmengenrelation auf {\displaystyle {\mathcal {T}}}) minimales Element enthält.
Damit gleichbedeutend ist die folgende Kennzeichnung:
Eine Menge ist genau dann Tarski-endlich, wenn jedes aus Teilmengen dieser Menge gebildete nicht leere Teilmengensystem {\displaystyle {\mathcal {T}}} ein (bezüglich der Teilmengenrelation auf {\displaystyle {\mathcal {T}}}) maximales Element enthält.

## Satz
Dass der Begriff der Tarski-Endlichkeit zum üblichen Endlichkeitsbegriff hinführt, zeigt der folgende grundlegende Lehrsatz:
Eine Menge ist Tarski-endlich genau dann, wenn sie endlich im üblichen Sinne ist.

### Beweisskizze
Aus Endlichkeit im üblichen Sinne folgt Tarski-Endlichkeit
Nimmt man eine im üblichen Sinne endliche Menge {\displaystyle M} und dazu ein {\displaystyle \emptyset \neq {\mathcal {T}}\subseteq {\mathcal {P}}(M)}, so lässt sich die nicht leere Menge der aus diesem Teilmengensystem gebildeten endlichen Anzahlen {\displaystyle \{|T|\mid T\in {\mathcal {T}}\}\subseteq \mathbb {N} } bilden. Da {\displaystyle \mathbb {N} } wohlgeordnet ist, gibt es darin eine kleinste Anzahl {\displaystyle n}, etwa {\displaystyle n=|T_{0}|} für ein gewisses {\displaystyle T_{0}\in {\mathcal {T}}}. Dieses {\displaystyle T_{0}} ist dann sicher auch minimal bezüglich der Teilmengenrelation auf {\displaystyle {\mathcal {T}}}.
Aus Tarski-Endlichkeit  folgt Endlichkeit im üblichen Sinne
Ist dagegen {\displaystyle M} eine Menge, welche nicht endlich im üblichen Sinne ist, so lässt sich dazu das Teilmengensystem {\displaystyle {\mathcal {T}}} aller {\displaystyle T\subseteq M} bilden, welche diese Eigenschaft haben, also nicht endlich im üblichen Sinne sind. {\displaystyle {\mathcal {T}}} ist nicht leer, denn es gilt in jedem Falle {\displaystyle M\in {\mathcal {T}}}.
Zudem lässt sich jedes {\displaystyle T\in {\mathcal {T}}} um mindestens ein Element reduzieren, denn ein solches {\displaystyle T\in {\mathcal {T}}} ist nicht die leere Menge, enthält somit mindestens ein {\displaystyle t\in T}. Bei Wegnahme dieses Elements {\displaystyle t}  ist die Restmenge {\displaystyle T\setminus \{t\}} immer noch eine im üblichen Sinne nicht endliche Menge; denn wäre die Restmenge im üblichen Sinne endlich, so wäre dies auch {\displaystyle T} selbst, da {\displaystyle T} durch Hinzunahme des Elements {\displaystyle t} aus der Restmenge bildbar ist. Folglich kann kein {\displaystyle T\in {\mathcal {T}}} bezüglich der Teilmengenrelation auf {\displaystyle {\mathcal {T}}} minimal sein.

## Weitere Ansätze zum Endlichkeitsbegriff
Auf den Mathematiker Paul Stäckel geht ein dem tarskischen verwandter Ansatz zur Fassung eines Endlichkeitsbegriffs von Mengen zurück, welcher ebenfalls auf Ordnungskonzepten beruht. Diesem Ansatz liegt die folgende Endlichkeitsdefinition zugrunde:
Eine Menge ist endlich im Sinne von Stäckel genau dann, wenn auf ihr eine Totalordnung existiert, so dass jede nicht leere Teilmenge bezüglich dieser Totalordnung ein kleinstes Element und ein größtes Element enthält.
Stäckels Endlichkeitsbegriff lässt sich auch beschreiben wie folgt:
Eine Menge ist endlich im Sinne von Stäckel genau dann, wenn auf ihr eine Totalordnung existiert, so dass sowohl diese als auch die zugehörige duale Ordnungsrelation Wohlordnungen sind.
Auch beim stäckelschen Endlichkeitsbegriff gilt:
Eine Menge ist endlich im Sinne von Stäckel genau dann, wenn sie endlich im üblichen Sinne ist.
Neben dem tarskischen und dem stäckelschen Ansatz zur Fassung des Begriffs der endlichen Menge gibt es noch eine Anzahl anderer Ansätze. Mathematikgeschichtlich herausragend ist der Begriff der endlichen Menge im Sinne von Dedekind (Dedekind-Endlichkeit). Anders als (etwa) beim tarskischen Endlichkeitsbegriff wird zum Beweis, dass Dedekind-Endlichkeit und Endlichkeit im üblichen Sinne zusammenfallen, das Auswahlaxiom benötigt.